# Aeropuerto de Tela

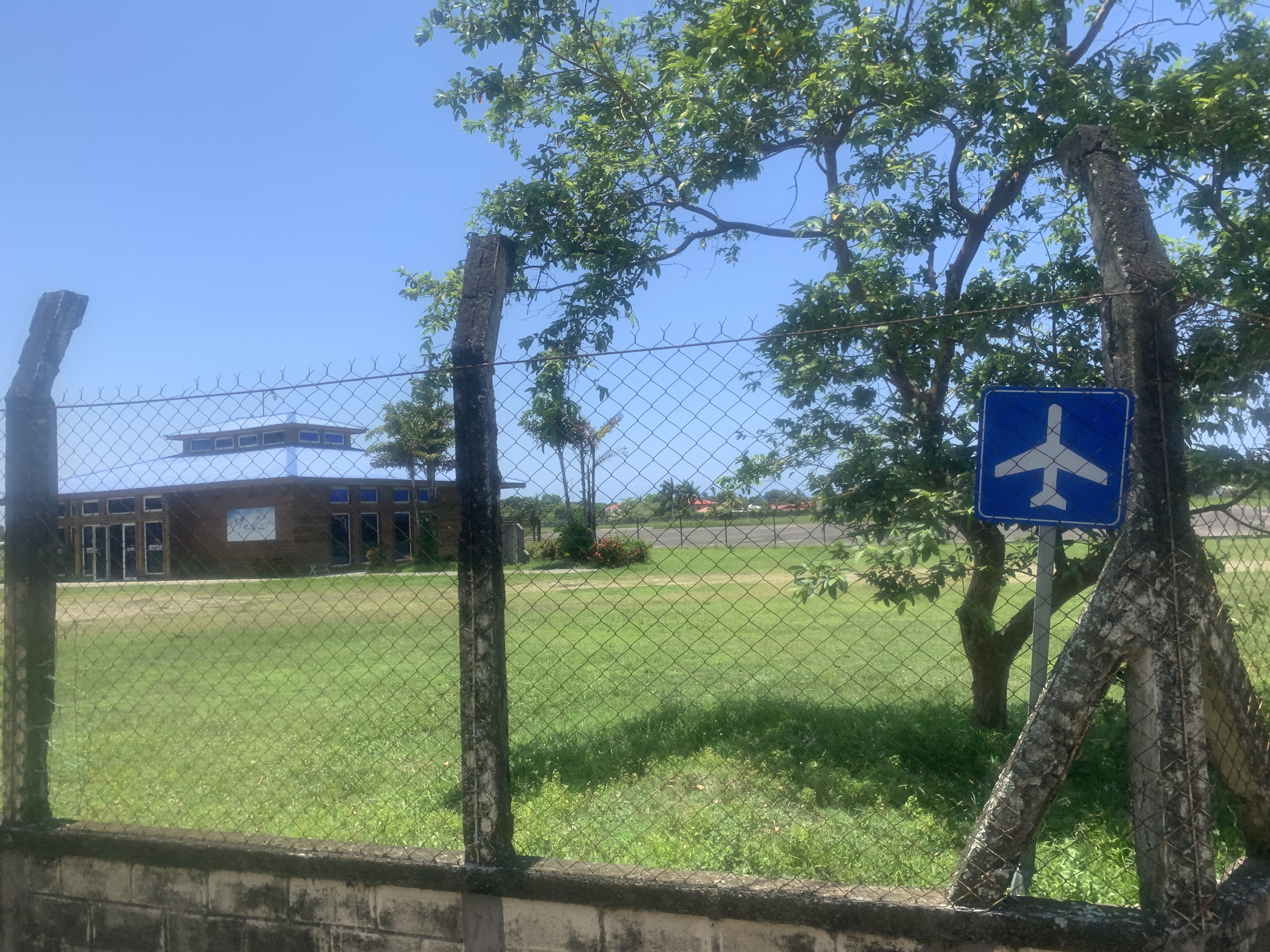
Vista exterior

El Aeropuerto de Tela (IATA: TEA, OACI: MHTE) es un aeropuerto que sirve a la ciudad de Tela, en el Departamento de Atlántida, en la costa norte de Honduras.
En 2009 se planificó la prolongación de la pista de aterrizaje de los 1.346 metros existentes a 1.600 metros de longitud y también la construcción de un nuevo edificio para la terminal. La construcción empezó en el 2014 y su coste se estima en unos 13 millones de dólares estadounidenses.
Una vez terminada la obra, la nueva pista de aterrizaje y la nueva terminal fueron inauguradas por el presidente de Honduras Juan Orlando Hernández el 20 de mayo de 2015.
Hay cerros al sureste de la pista de aterrizaje. El aterrizaje y despegue desde el noreste del aeropuerto son sobre el agua.
El VOR-DME de La Mesa (Ident: LMS) está ubicado a unos 57,4 kilómetros al suroeste del aeropuerto. El VOR-DME de El Bonito (Ident: BTO) está ubicado a unos 65,6 kilómetros al este del aeropuerto.